# Albert Künzler
Pour les articles homonymes, voir Künzler.
Albert Künzler (né le 9 février 1911 à Davos et mort en avril 1982) est un joueur professionnel suisse de hockey sur glace.

## Carrière
Albert Künzler participe avec l'équipe nationale aux Jeux olympiques de 1936 et aux championnats du monde de hockey sur glace 1930, 1935, 1937 et 1939.